# Isla Plaza Sur
Plaza Sur es una pequeña isla perteneciente a Ecuador frente a la costa este de Santa Cruz, en la Islas Galápagos. Tiene una superficie de 11,9 hectáreas (0,119 km²) y una altitud máxima de 23 metros, fue nombrada así en honor a un presidente ecuatoriano, el General Leónidas Plaza.
La plaza sur de la isla fue formada por una corriente de lava desde el fondo del océano. A pesar de su pequeño tamaño, es el hogar de un gran número de especies y es famoso por su extraordinaria flora[cita requerida]. Por eso, esta isla es muy popular entre los visitantes nacionales y extranjeros[cita requerida]. En las escarpadas orillas, es posible ver un gran número de aves como gaviotas de cola bifurcada[cita requerida]. Muy atractivos son los árboles espinosos o cactus y por supuesto la gran colonia de iguanas terrestres de Galápagos. Dependiendo de la temporada, la vegetación cambia su color de verde intenso en la temporada de lluvias a naranja y morado en la temporada seca.[cita requerida]
La flora de Plaza Sur incluye cactus de los géneros Opuntia y Sesuvium, que forman una alfombra rojiza sobre las formaciones de lava. Iguanas (terrestres y marinas, e incluso algunos híbridos de ambas especies) abundan, al igual que diversas variedades de pájaros que habitan las paredes rocosas del lado sur de la isla, incluyendo pájaros tropicales y gaviotas de cola bifurcada.[cita requerida]